# Amata kruegeri
Amata kruegeri är en fjärilsart som beskrevs av Emile Enrico Ragusa 1905. Amata kruegeri ingår i släktet Amata och familjen björnspinnare. Inga underarter finns listade i Catalogue of Life.